# Scopocira carinata
Scopocira carinata är en spindelart som beskrevs av Jocelyn Crane 1945. 
Scopocira carinata ingår i släktet Scopocira och familjen hoppspindlar. Inga underarter finns listade i Catalogue of Life.